# Allonge (Film)
Zur Kennzeichnung der einzelnen Akte eines Kinofilms haben sich schon vor Jahrzehnten so genannte Allongen, auch Buntfilmallongen genannt, durchgesetzt. Sie bestehen aus eingefärbtem Blankfilm und dienen zum Schutz des Filmanfangs und -endes sowie zur Aktkennzeichnung. Ein Filmvorführer muss auf den ersten Blick erkennen können, welchen Akt er gerade vor sich hat und ob dieser auf Anfang oder auf Ende liegt.
Die Kennzeichnung erfolgt für den:

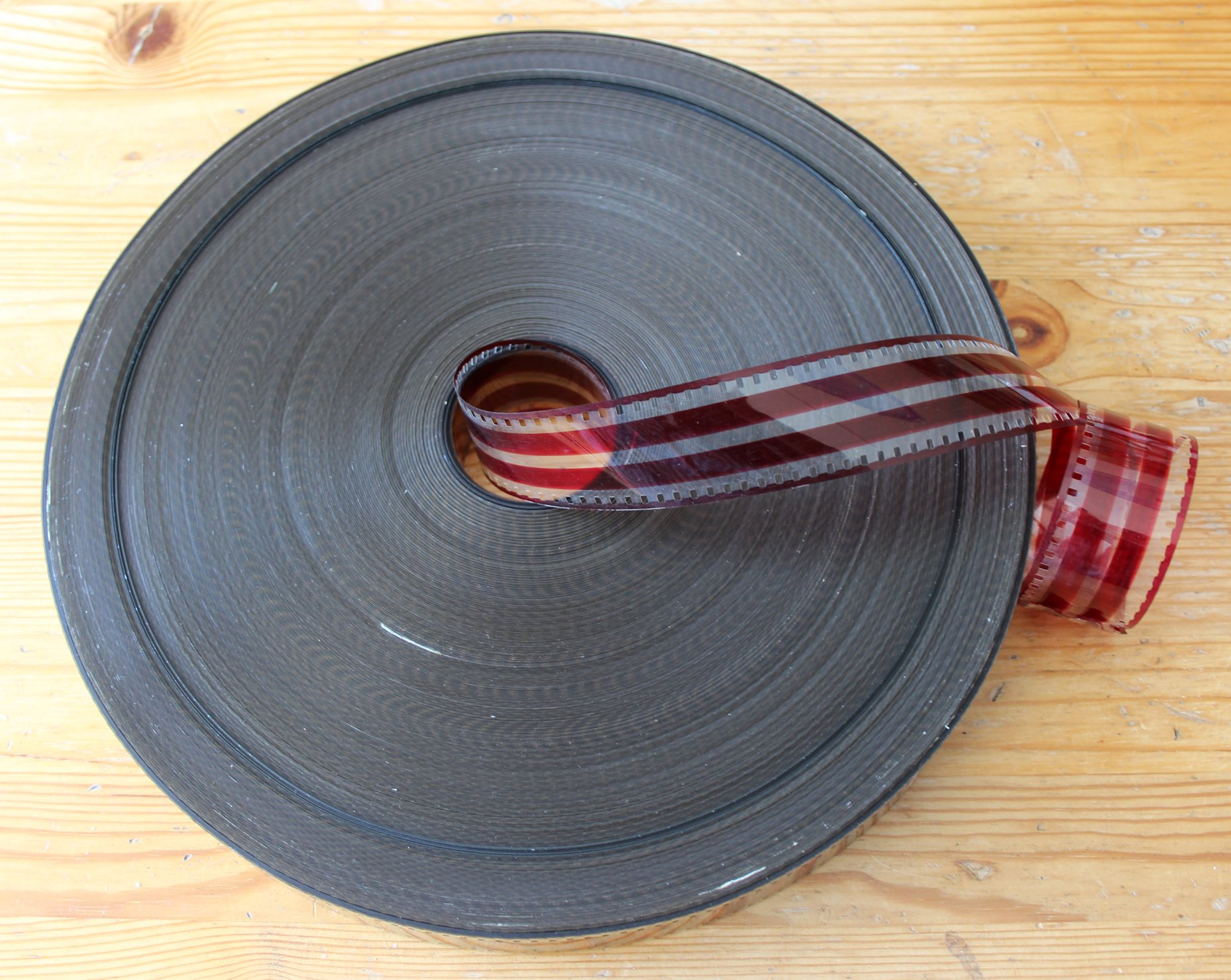
Akt Nr. 1 mit rot-gestreiftem Endeband

1. Akt Anfang: rot, Ende: rot gestreift

2. Akt Anfang: blau, Ende: blau gestreift

3. Akt Anfang: grün, Ende: grün gestreift

4. Akt Anfang: gelb, Ende: gelb gestreift

5. Akt Anfang: violett, Ende: violett gestreift

6. Akt Anfang: weiß, Ende: weiß gestreift

ab dem 7. Akt (wenn vorhanden): Blankfilm beschriftet

## Allongen bei Schmalfilm
Hier hat man es meist mit einaktigen Filmen zu tun. Dabei hat sich ein anderes System durchgesetzt:
Filmanfang: grün, Filmende: rot
Solche Allongen sind bei Normal 8, Super 8 und 16 mm üblich.
Bei 16 mm kann jedoch auch das bei 35 mm übliche System zum Einsatz kommen, wobei mehraktige Spielfilme hier zumeist nur aus zwei Akten, selten drei bestehen. Da beide Kennzeichnungssysteme nicht kompatibel sind, muss ein Filmvorführer zuerst ermitteln, mit welchem System er es gerade zu tun hat. Daher ist hier manchmal folgende alternative Kennzeichnung vorhanden:
1. Akt Anfang: grün (nicht normgerecht), ggf. beschriftet, Ende: rot gestreift

2. Akt Anfang: blau, Ende: blau gestreift

3. Akt (falls vorhanden) Anfang: grün, ggf. beschriftet, Ende: grün gestreift
Da die Allonge am Anfang eines 16-mm-Films auch dem Einfädeln in den Projektor dient und die meist vorhandenen Geräte mit Einfädelautomatik hier einen hohen Verschleiß bewirken, sollte deren Länge mindestens 1,5 m betragen. Sie muss bei der Kopienprüfung immer wieder mal erneuert werden. Für 8-mm-Filme gilt Entsprechendes.